# Johann zu Fürstenberg
Landgraf Johann Nepomuck Joachim Egon zu Fürstenberg (* 21. März 1802 in Wien; † 10. Jänner 1879 ebenda) war Besitzer des Fideikommiss Weitra und Mitglied des österreichischen Herrenhauses.

## Herkunft
Er entstammte der landgräflichen Linie des Fürstenhauses Fürstenberg zu Weitra. Seine Eltern waren der Obersthofmarschall Landgraf Friedrich Karl zu Fürstenberg (* 26. Jänner 1774; † 4. Februar 1856) und dessen Ehefrau der Prinzessin Maria Theresia zu Schwarzenberg (* 14. Oktober 1780; † 9. November 1870). Sein Bruder Friedrich Egon wurde Bischof von Olmütz.

## Leben
Seine schulische Bildung erhielt ab 1812 er auf dem Gymnasium in Wien. Nach seinem Abschluss studierte er Philosophie und Rechtswissenschaften an der Universität Wien. Danach ging er 1828 als Kreiskommissär nach Budweis, 1829 nach Chrudim und 1831 nach Schlan (Slaný). Im Jahr 1832 wurde er königlicher Gubernalsekretär in Prag. Dort stieg er zum k.k Kämmerer und 1835 zum Gubernalrat auf. Bereits 1847 ging er außer Dienst und wurde 1856 nach dem Tod seines Vaters Besitzer des Fideikommisses Weitra.
Am 25. November 1867 wurde er Mitglied des Herrenhauses auf Lebenszeit, am 28. Februar 1868 wurde der Sitz dann erblich. Außerdem wurde er zum Wirklichen Geheimen Rat befördert. Am 15. August 1869 erhielt er den Orden vom Goldenen Vlies (Nr. 1017). Bereits seit 1865 besaß er den Orden der Eisernen Krone I. Klasse, seit dem 21. September 1864 den preußischen Rothen Adlerorden 1. Klasse sowie seit dem 2. November 1867 den türkischen Medschidje-Orden 1. Klasse und einer Reihe weiterer Orden.

## Familie
Er heiratete 1836 die Prinzessin Karoline Johanna Marie von Auersperg (* 6. Mai 1809; † 14. Dezember 1900), Tochter des Fürsten Vinzenz von Auersperg (1763–1833). Das Paar hatte mehrere Kinder:
- Friedrich Christian (1837–1839)
- Therese Eleonore Caroline Walpurga (* 2. Dezember 1839; † 23. Juni 1920)
- Luise Maria (* 1. August 1840; † 6. Juli 1925) ⚭ 1864 Aloys von Rechberg und Rothenlöwen zu Hohenrechberg (* 4. Juli 1835; † 28. Jänner 1877), Sohn von Bernhard von Rechberg
- Eduard Egon (* 5. November 1843; † 19. September 1932), letzter Landgraf
- Gabriele (* 17. November 1844; † 13. Februar 1930)
- Vincenz Egon (* 31. Juli 1847; † 25. Dezember 1896)